# Gmina Nodaway (hrabstwo Adams)

Położenie Gminy Nodaway w hrabstwie Adams

Gmina Nodaway (ang. Nodaway Township) – gmina w USA, w stanie Iowa, w hrabstwie Adams. Według danych z 2000 roku gmina miała 283 mieszkańców.